# な・り・あ・が・り☆
「な・り・あ・が・り☆」は、2010年1月27日にLantisから発売されたシングル。

## 概要
PlayStation Portable用ゲームソフト『らき☆すた ネットアイドル・マイスター』の主題歌を収録している。ジャケットでは、泉こなたのレコーディング風景が描写されている。
2007年に放送されたテレビアニメ『らき☆すた』の主題歌などと同様に、主要人物の4人である泉こなた（平野綾）、柊かがみ（加藤英美里）、柊つかさ（福原香織）、高良みゆき（遠藤綾）が担当しており、同名義として歌うのは2年ぶり3作目になる。オリコン週間チャートの初動は35位と、前作の14位にも及ばず、アニメ化以降の『らき☆すた』関連CDで初めて30位を下回った。週間チャートでの最終的な枚数は3,962枚。
カップリング曲の「なんでだったっけアイドル?」はゲーム中では柊つかさ（福原香織）のソロとなっており、4人で歌う曲としては本シングルが最初の発表となる。また、OPの「な・り・あ・が・り☆」も含めてゲーム中ではかなり短く編集されている。

## 収録曲
（全作詞：畑亜貴、作曲・編曲：前山田健一）
1. な・り・あ・が・り☆ [4:18] 
PlayStation Portable用ソフト『らき☆すた ネットアイドル・マイスター』オープニングテーマ
2. なんでだったっけアイドル? [3:24] 
PlayStation Portable用ソフト『らき☆すた ネットアイドル・マイスター』エンディングテーマ
3. な・り・あ・が・り☆（off vocal）
4. なんでだったっけアイドル?（off vocal）